# دهستان قلعه زری
دهستان قلعه زری، دهستانی در بخش جلگه ماژان شهرستان خوسف است.

## جمعیت
جمعیت این دهستان، بر اساس سرشماری سال ۱۳۸۵، بالغ بر ۴۱۱۸ نفر می‌باشد.